# Château de Cruseilles
Le château de Cruseilles est un ancien château, probablement du XIIIe siècle, aujourd'hui ruiné, situé dans la commune de Cruseilles, dans le département de la Haute-Savoie en région Auvergne-Rhône-Alpes.

## Situation
Le château de Cruseilles appartient au comté de Genève. Il est installé sur la route reliant la cité de Genève à Annecy. Il se trouve, en venant de Genève, après le col du mont Sion, et avant le passage des Usses et de la Caille. Un chemin secondaire permet, en longeant le versant sud du Salève, en passant par les villages du Sappey et de Vovray-en-Bornes, de rejoindre la vallée de l'Arve et le château de Mornex. Ainsi le bourg que défendait le château possédait trois portes, « celle du Pontet, du côté de Genève, prenant nom du faubourg [...] ; celle du côté d'Annecy au sud-est et la troisième, dite du Corbet, au midi ; peut-être encore une poterne sur le chemin de Ronzier ».
La rue actuelle du Corbet permettait de rejoindre le château.
Le château est associé à la maison forte dite de Pontverre,, qualifié de « petit château » des nobles de Cruseilles. Ce dernier, disparu, se situait en contrebas du château de Cruseilles, en rive droite des Usses.

## Historique
Selon le conservateur du musée d'Annecy, Marc Le Roux (1854-1933), l'édifice a du être construit au XIIIe siècle.
Le comte Amédée II de Genève prévoit dans son testament que son épouse, Agnès de Châlons, reçoit l'usufruit des châteaux et châtellenies d'Annecy, Clermont, Chaumont, La Bâtie et La Balme de Sillingy, ainsi qu'une dot de 5 000 livres tournois, garantie par les possessions de Cruseilles et d'Hauteville,.
À partir de 1402, Cruseilles comme le comté de Genève entrent dans le domaine de la maison de Savoie.
En 1563, bien qu'en état de délabrement, il sert de prison. Les troupes espagnoles s'y réfugient en 1590, lors du sac de la ville.
Lorsque l'on met en place le cadastre du duché de Savoie, il ne reste du château qu'une tour carrée.

## Description
En 1865, il ne reste qu'une tour que le baron Achille Raverat (1812-1890) décrit l'édifice comme étant habité par un paysan,. L'intérieur de la tour est aménagé avec une salle voûtée,. Autour, on n'aperçoit 
« les débris d'anciens bâtiments ; toute l'esplanade est encombrée de tronçons de remparts au milieu desquels on a conquis quelques espaces cultivés en jardins. La porte d'entrée et une partie des remparts existent encore. Sur le cintre aigu de la porte sont sculptées la croix et les armes de Savoie,. »
Le château possède une chapelle (capella castri) dédiée à sainte Agathe, mentionnée en 1371-1373. On mentionne trois chapellenies au début du XVe siècle, lors d'une visite pastorale.

## Châtellenie de Cruseilles
Le château de Cruseilles est le siège d'une châtellenie, dit aussi mandement (mandamentum),. Il s’agit plus particulièrement d’une châtellenie comtale, relevant directement du comte de Genève. Au XIIe siècle, le comte de Genève partage le pouvoir à Cruseilles avec un vidomne (ou vicomte, vice dominus), (v. 1160 : Guillaume, vidomne ; 1179 : Humbert, vicomte ; 1282 : Johannet, vidomne). Toutefois, les vidomnes, marqués par le caractère héréditaires de la charge, sont remplacés, au cours du XIIIe siècle, par un châtelain, nommés directement par le comte.
Au XVIIe siècle, les armes du mandement de Cruseilles se blasonnaient ainsi : Une coquille d’argent sur gueules.
Le châtelain est un « [officier], nommé pour une durée définie, révocable et amovible »,. Il est chargé de la gestion de la châtellenie, il perçoit les revenus fiscaux du domaine, et il s'occupe de l'entretien du château. Le châtelain est parfois aidé par un receveur des comptes, qui rédige « au net [...] le rapport annuellement rendu par le châtelain ou son lieutenant ».

### Fonds d'archives
- Série : SA (XIIIe siècle-XVIe siècle). Fonds : Inventaire-Index des comptes de châtellenie et de subsides. Chambéry : Archives départementales de la Savoie (lire en ligne).p. 276-288, « Cruseilles »